# Bellamya contracta
Bellamya contracta је пуж из реда Architaenioglossa.

## Угроженост
Ова врста се сматра угроженом.

## Распрострањење
Ареал врсте је ограничен на једну државу, ДР Конго.

## Станиште
Станиште врсте су слатководна подручја.